# Нектарик синьоголовий
Некта́рик синьоголовий (Cyanomitra alinae) — вид горобцеподібних птахів родини нектаркових (Nectariniidae). Мешкає в регіоні Африканських Великих озер.

## Підвиди
Виділяють п'ять підвидів:
- C. a. derooi (Prigogine, 1975) — північний схід ДР Конго;
- C. a. kaboboensis (Prigogine, 1975) — гора Кабобо (схід ДР Конго);
- C. a. alinae Jackson, FJ, 1904 — гори Рувензорі і Вірунґа;
- C. a. tanganjicae (Reichenow, 1915) — схід ДР Конго, північний захід Руанди, захід Бурунді;
- C. a. marungensis (Prigogine, 1975) — гори Марунґу[en].

## Поширення і екологія
Синьоголові нектарики поширені в Демократичній Республіці Конго, Уганді, Руанді та Бурунді. Вони живуть в гірських тропічних лісах. Зустрічаються на висоті від 1400 до 3280 м над рівнем моря.